# Ushi & The Family
Ushi & The Family is een televisieprogramma van Wendy van Dijk dat in 2011 en 2012 werd uitgezonden op RTL 4. In het programma neemt de fictieve familie Leenders uit het Limburgse Tegelen bekende Nederlanders in de maling. De familie bestaat uit Oma Betsie, moeder Gerda, vader Toon en de dochters Bo en Esmeralda. De vrouwelijke typetjes worden gespeeld door Wendy van Dijk. Esmaralda kwam alleen voor in de laatste aflevering van seizoen 1, bij Dennis & Valerio. Omdat Valerio al snel door had dat Esmaralda eigenlijk Wendy van Dijk was, werd besloten om Esmeralda te schrappen als typetje. Daarnaast zijn er in bepaalde afleveringen ook nog andere acteurs te zien om de grap compleet te maken.
Ook Wendy van Dijks typetje Ushi Hirosaki, eerder te zien in de televisieprogramma's Ushi en Van Dijk, Ushi & Dushi en Ushi & Loesie, is in dit programma te zien. Samen met Hiromi Tojo interviewt ze buitenlandse beroemde mensen.
De dames van de familie Leenders houden van alles wat met televisie te maken heeft en dan vooral televisiekijken. Moeder Gerda Leenders houdt zich verder bezig met astrologie, Oma Betsie met breien, en dochter Bo Leenders is een Goth. Vader Toon Leenders is de vreemde eend in de bijt. Hij haat televisiekijken en gaat liever naar het café. Een uitzondering is Ushi, want als zij op televisie komt wil Toon dat voor geen goud missen.
Het verschil met de vorige programma's van Ushi is dat de bekende Nederlanders die door de 'familie Leenders' in de maling worden genomen allemaal een eigen televisieprogramma hebben. De grap wordt dan uitgehaald tijdens de opname van een aflevering. In de andere programma's werd een bekende Nederlander meestal met een smoes ergens naartoe gelokt.
In 2011 zijn meteen twee seizoenen opgenomen. Acht afleveringen werden in oktober en november 2011 uitgezonden. De andere acht afleveringen werden in november en december 2012 uitgezonden.
Ushis deel van de show is precies hetzelfde als in de Finse tv show Noriko Show van 2004.

## Afleveringen

### Seizoen 1
| Show | Datum            | Aantal kijkers | Ushi                  | Familie Leenders                                                                      |
| ---- | ---------------- | -------------- | --------------------- | ------------------------------------------------------------------------------------- |
| 1    | 8 oktober 2011   | 2.420.000      | Pamela Anderson       | Martijn Krabbé (Uitstel van Executie) (Gerda)                                         |
| 2    | 15 oktober 2011  | 1.964.000      | Fränk en Andy Schleck | Herman den Blijker (Bo)                                                               |
| 3    | 22 oktober 2011  | 2.154.000      | Verne Troyer          | Jan Slagter (MAX Geheugentrainer) (Betsie)                                            |
| 4    | 29 oktober 2011  | 1.979.000      | Miss J. Alexander     | Thomas Verhoef, Lodewijk Hoekstra en Quinty Trustfull (Eigen Huis & Tuin) (Gerda)     |
| 5    | 5 november 2011  | 2.088.000      | Sophie Ellis-Bextor   | Bert van Leeuwen (Het Familiediner) (Bo)                                              |
| 6    | 12 november 2011 | 2.294.000      | The Baseballs         | Benidorm Bastards (Betsie)                                                            |
| 7    | 19 november 2011 | 2.141.000      | Inger Nilsson         | Addy van den Krommenacker en Nicolette van Dam (Ik kom bij je eten) (Betsie)          |
| 8    | 26 november 2011 | 1.818.000      | De hoogtepunten       | Dennis Storm en Valerio Zeno (Loverboys) (Esmaralda) en een kijkje achter de schermen |

- Tijdens haar interview met The Baseballs werd Ushi bijgestaan door Guus Meeuwis.
- Tijdens het bezoek met Nicolette van Dam werd Betsie bijgestaan door Addy van den Krommenacker.
- Het 'kijkje achter de schermen' tijdens aflevering 8 bestond uit beelden van de metamorfose van Wendy naar de verschillende typetjes, fragmenten uit eerdere afleveringen, en de reacties na de uitzending van de in de maling genomen BN'ers.

### Seizoen 2
| Show | Datum            | Aantal kijkers | Ushi                                                          | Familie Leenders                                 |
| ---- | ---------------- | -------------- | ------------------------------------------------------------- | ------------------------------------------------ |
| 1    | 3 november 2012  | 1.707.000      | Ruby Wax                                                      | Martin Gaus (Dog Challenge) (Betsie)             |
| 2    | 10 november 2012 | 1.646.000      | David Hasselhoff                                              | Lieke van Lexmond (TV Makelaar) (Gerda)          |
| 3    | 17 november 2012 | 1.948.000      | Jo Frost                                                      | Sander Janson (Campinglife) (Bo)                 |
| 4    | 24 november 2012 | 1.799.000      | Christian Jessen                                              | John Williams (Het spijt me) (Betsie)            |
| 5    | 1 december 2012  | 1.677.000      | will.i.am                                                     | Robert ten Brink (All You Need Is Love) (Gerda)  |
| 6    | 8 december 2012  | 1.639.000      | Johnny Logan                                                  | Jan Kooijman (Goede tijden, slechte tijden) (Bo) |
| 7    | 15 december 2012 | 1.606.000      | Austin Peck en Terri Conn                                     | Joris Linssen (Hello Goodbye) (Gerda)            |
| 8    | 22 december 2012 | 1.433.000      | Terugblik en ruim drie minuten aan nog niet vertoonde beelden | Terugblik                                        |

- Aflevering 8 eindigde met een aantal scènes uit de film Ushi Must Marry, die vanaf februari 2013 in de bioscoop te zien zal zijn.